# Yevhen Sverstiouk
Yevhen Sverstiouk (en ukrainien : Євген Олександрович Сверстюк) né le 13 décembre 1928 à Siltse (Volhynie) en Ukraine et mort le 1er décembre 2014 à Kiev, est un philosophe, essayiste, poète, traducteur, rédacteur en chef du journal orthodoxe Notre Foi (Nacha vira), président du PEN club ukrainien et dissident soviétique.

## Biographie
Après ses études à l'Université de Lviv, il prépare un doctorat de troisième cycle à l'Institut de Psychologie du Ministère de l'Éducation à Kiev (1953-56), puis enseigne la littérature ukrainienne à l'Institut Pédagogique de Poltava (1956-59). Il travaille ensuite comme collaborateur scientifique à l'Institut de Psychologie et contrôle la publication des textes en prose à la revue La Patrie (Vitchyzna) (1961-62). Il devient une des principales figures du Club de la jeunesse créative avec Ivan Dziouba et le leader I. Svitlychny.
Sverstiouk est licencié à plusieurs reprises pour des motifs politiques. En 1972, il est arrêté et condamné à sept ans de camp à régime sévère et cinq ans d'exil pour « fabrication et diffusion de documents du samvydav (samizdat) ». Durant son exil et après son retour à Kiev, il travaille comme menuisier jusqu'en 1988, quand il devient le rédacteur en chef du journal orthodoxe Notre Foi (Nacha vira).
En 1993, Sverstiouk soutient une thèse de doctorat à l'Université Ukrainienne Libre de Munich : La littérature ukrainienne et la tradition chrétienne. Depuis 1996, il est membre de l'Académie des Sciences Ukrainienne Libre (États-Unis). Il est le président du PEN Club ukrainien.

## Œuvres
Il commence à faire publier ses œuvres en 1959. Ses principaux essais politiques et de critique littéraire parurent dans le samvydav. Dans son livre La Cathédrale en échafaudage (Sobor u rychtovanni, Paris-Baltimore, 1970), il analyse le roman La Cathédrale (Sobor) d'Oles Hontchar et le retentissement de cette œuvre en Ukraine comme dans toute l'Union soviétique. L'auteur expose le caractère symbolique de la cathédrale, incarnation des aspirations spirituelles du peuple ukrainien qui réunit en lui l'héritage des ancêtres, et l'instruction aux descendants de préserver l'âme de la nation. Dans un autre livre, Les Fils prodigues de l'Ukraine (Bludni syny Ukrajiny, Kiev, 1993), il dénonce avec virulence la mentalité des conformistes, des renégats, prêts à vendre l'Ukraine « pour quelques malheureuses friandises ».
Yevhen Sverstiouk est également connu comme spécialiste de l’œuvre de Taras Chevtchenko, Nicolas Gogol, Pavlo Tytchyna, Oleksander Dovjenko, Vassyl Stous, mais aussi Antoine de Saint-Exupéry, Cervantès et Goethe. Il analyse les phénomènes littéraires du point de vue de la morale chrétienne, dans leur liaison indéfectible avec les événements de la vie publique.
- Собор у риштованні, 1970.
- Блудні сини України, Упорядник Тарас Марусик, Т-во « Знання » України, 1993 ;— 256 с. Обкладинка та ілюстрації Опанаса Заливахи, Збірка есеїв, літературно-критичних статей і виступів автора, присвячених відродженню духовности й морально-етичним проблемам ;— (« Кобза » ; 1-2 ; 3-4. Серія 6. Письменники України та діяспори)
- На святі надій. Вибране, « Наша віра », 1999.
- На хвилях « Свободи », Kороткі есеї, ВМА « Терен », 2004.
- Не мир, а меч. Есеї, Волинська Мистецька Агенція « Терен », 2009.
- Правда полинова, ТОВ видавничий дім « Києво-Могилянська академія », 2009.
- Шевченко понад часом, ВМА « Терен » ; ТОВ видавничий дім « Києво-Могилянська академія », 2011.
- Гоголь та українська ніч, видавництво « Кліо », 2013.  (ISBN 978-617-7023-05-9)
- Світлі голоси життя, видавництво « Кліо », 2015.

## Prix et distinctions
- En 1995, Sverstiouk obtient le Prix national Taras Chevtchenko pour son ouvrage Les Fils prodigues de l'Ukraine (Bludni syny Ukrajiny).